# Physiculus microbarbata
Physiculus microbarbata är en fiskart som beskrevs av Alphons Paulin och Matallanas, 1990. Physiculus microbarbata ingår i släktet Physiculus och familjen Moridae. Inga underarter finns listade i Catalogue of Life.